# Múscul obturador intern
El múscul obturador intern (musculus obturatorius internus) s'origina en la superfície intermèdia de la membrana obturadora –a l'isqui prop de la membrana–, i la vora del pubis. Surt de la cavitat pelviana pel forat ciàtic menor, se situa en part dins de la pelvis i, en part, en la regió posterior del maluc. La seva funció és la de rotar externament el maluc.
Aquest múscul està innervat pel nervi obturador intern (L5, S1). Actua per ajudar a rotar lateralment el fèmur, permetent l'extensió del maluc i l'abducció del fèmur amb flexió del maluc. També actua per estabilitzar el cap femoral en l'acetàbul.

## Origen i insercions
S'origina en la superfície interna de la paret anterolateral de la pelvis –on envolta la part més gran del forat obturador i queda unit a la branca inferior del pubis i l'isqui–, i en el costat de la superfície interna de l'os del maluc sota i darrere de al vora pelviana, que va des de la part superior del forat ciàtic, per sobre i per darrere del forat obturador. També s'origina en la superfície pelviana de la membrana obturadora.
Les fibres convergeixen ràpidament cap al forat ciàtic menor, i finalitzen en el seu extrem en quatre o cinc bandes tendinoses que es troben en la superfície profunda del múscul. Aquestes bandes es reflecteixen en un angle recte sobre la superfície acanalada de l'isqui, entre l'espina i la tuberositat.
El tendó s'insereix en el trocànter major del fèmur proximal.

## Imatges
Disseccions on es pot observar el múscul obturador intern.

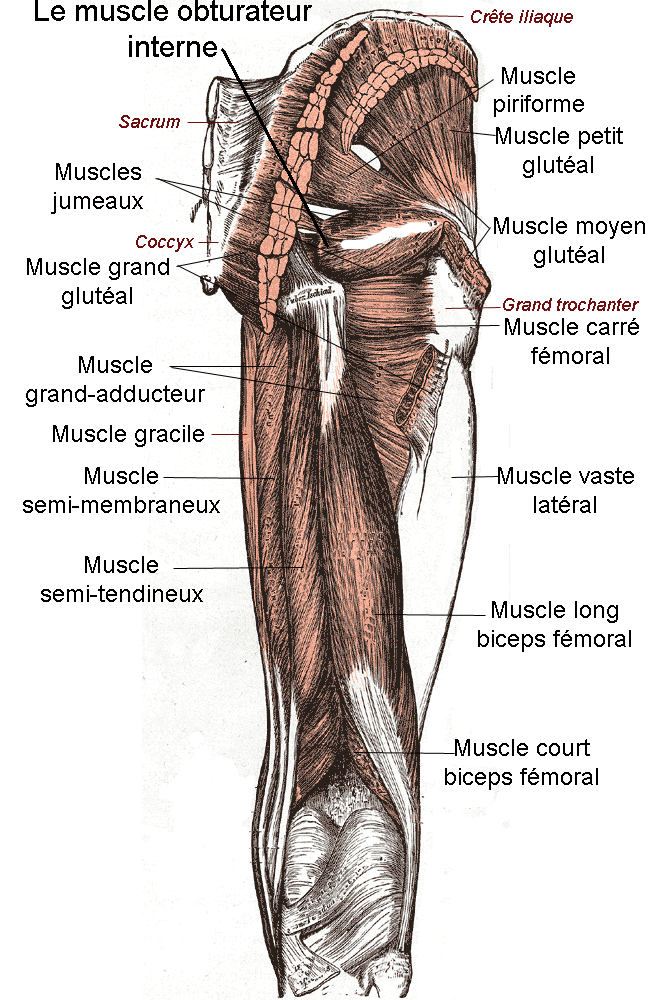
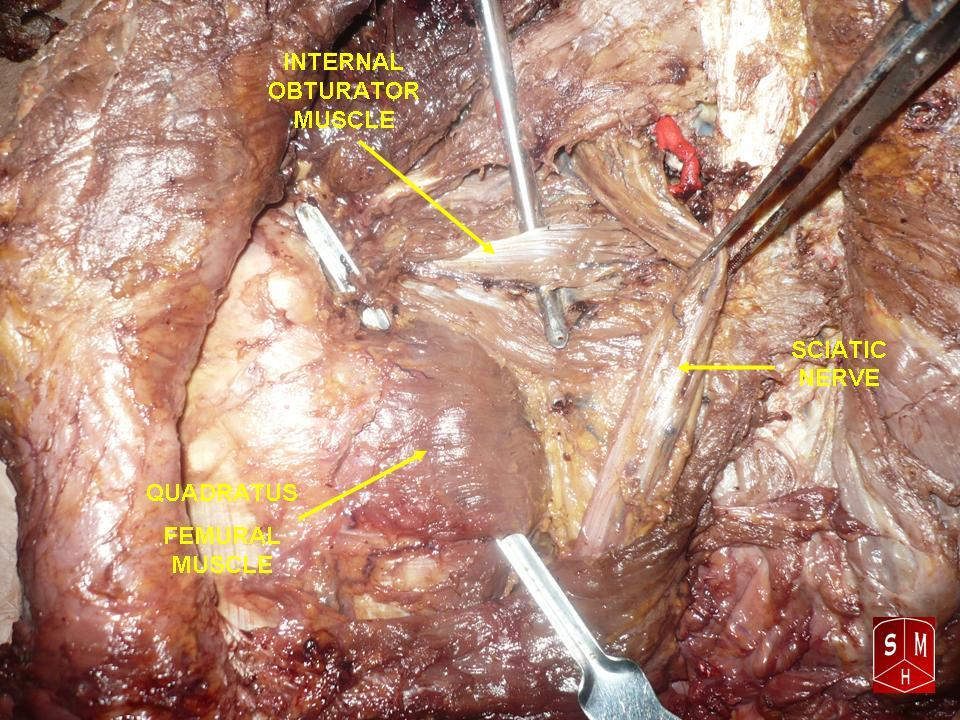
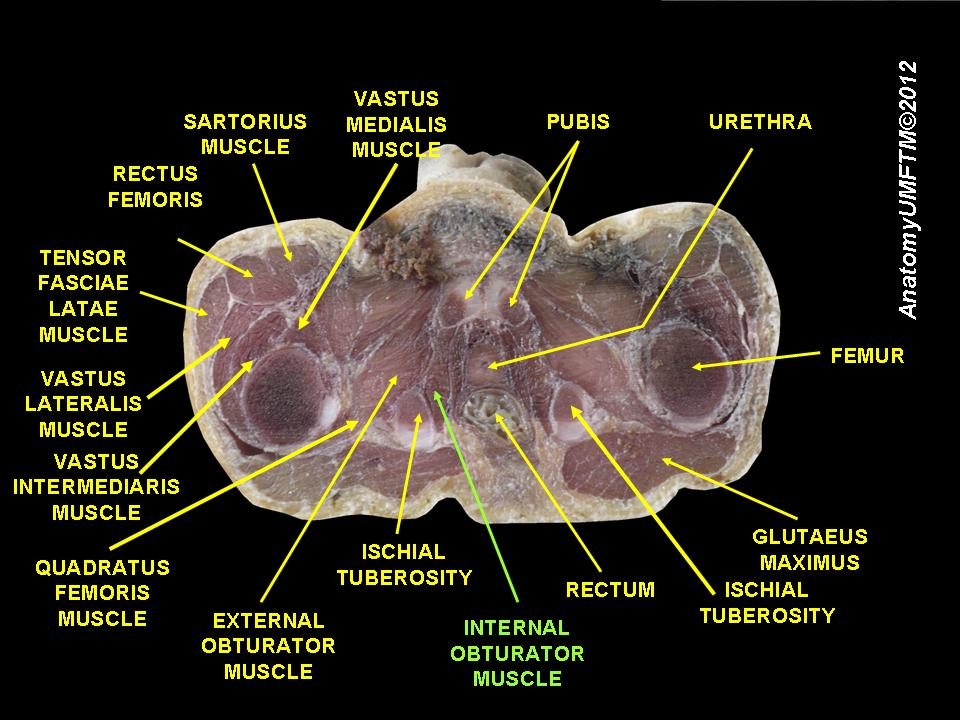